# Axwell
Axel Christofer Hedfors (født 18. december 1977), bedre kendt som Axwell er en svensk DJ og producer. Han er også medlem af Swedish House Mafia med vennerne Sebastian Ingrosso og Steve Angello.
 Der er for få eller ingen kildehenvisninger i denne artikel, hvilket er et problem. Du kan hjælpe ved at angive troværdige kilder til de påstande, som fremføres i artiklen.